# Miguel de Irarrázaval y Bravo de Saravia
Miguel de Andía-Irarrázabal y Bravo de Saravia, III Marqués de la Pica (Santiago de Chile, 20 de noviembre de 1706-?) fue un militar, noble y hombre de estado chileno.

## Biografía
Era hijo de Antonio Irarrázaval Bravo de Sarabia, y de Marcela María Norberta Bravo de Saravia Iturrizarra.
Fue capitán de caballería el 27 de septiembre de 1736, cargo que en el que sirvió por muchos años. Alférez Real de Santiago el 27 de diciembre de 1747 y alcalde de la misma ciudad en 1750.

## Matrimonio e hijos
Casó con Francisca Portales y Meneses en 1730 (hermana de Don Diego Portales y Meneses, gobernador y Capitán General de Venezuela), teniendo 6 hijos: María Marcela, María Ignacia, María Teresa, Catalina, Miguel, y a José Santiago de Irarrázaval y Portales, quien sería el IV Marqués de la Pica.